# Lumír Lýsek
Lumír Lýsek (* 12. prosince 1934 Ostrava - 7. června 2025 Olomouc) je český architekt. Je synem sbormistra profesora Františka Lýska a Ludmily Lýskové, rozené Košťálové.

## Studium
- 1953: maturita na Gymnáziu Dr. Vladimíra Helferta v Brně
- 1953–1959: Fakulta architektury a pozemního stavitelství na Slovenské vysoké škole technické v Bratislavě
- 1959: Akademie výtvarných umění v Praze u prof. Jaroslava Fragnera
- 1977: obhajoba disertační práce "Architektonicko-estetické problémy dialnice a jej obslužných zariadení" (školitel prof. Emil Belluš)

## Praxe
- Stavoprojekt Bratislava
- Člen Svazu slovenských architektů
- Obchodní projekt Praha, středisko 10 Bratislava
- Obchodní projekt Praha/DRUPRO Bratislava
- Člen redakční rady architektonické revue "Projekt", (v letech 1986–1989 její předseda)
- Člen redakční rady revue "Architektura ČSR", (v období 1984–1989)
- Člen IKAS/ICAT (Internationales Kongres für Architektur und Stadtebau – International Congress for Architecture and Townplanning), 1985
- Architektonický ateliér L.LYSEK ARCHITECT and ASSOCIATES, (1991–1994). Předmětem činnosti ateliéru bylo projektování v oblasti architektury, urbanismu, interiéru a designu a dále inženýrská, expertizní a konzultační činnost v této oblasti[2]
- Společnost "Green village" a Studio tecnico associato ve Vigasiu, Itálie, (od roku 1997)

## Pedagogická činnost
- od roku 1974: externí učitel na Slovenské vysoké škole technické v Bratislavě, Katedra architektonické tvorby
- od roku 1983: pedagog na Slovenské vysoké škole technické v Bratislavě
- 1987–1988: vedoucí Katedry architektonického projektování a designu[3]
- 1990: vedoucí Katedry konstrukčně - technických disciplín[3]
- 1998: končí pravidelné působení na Fakultě architektury STU

## Dílo
- Hotel Magura, Ždiar, Monkova Dolina, spolupráce s: Soňa Kvasničková-Lýsková, Lýdia Švihrová-Titlová, projekt /soutěž/ 1956, realizace 1957–1958, 1958–1964
- Ústav měření a měřících přístrojů SAV v Bratislavě
- Koliba Červený kút, Kráľova Lehota, realizace 1965
- Administrativní budova COOP Jednota, Bratislava, spolupráce s Lýdií Titlovou, projekt 1969, realizace 1972–1976
- Výzkumný ústav energetický, Bratislava, spolupráce s Lýdií Titlovou, projekt 1973, realizace 1974–1978
- Obchodní dům Jednota, Trnava, projekt 1973, realizace 1976–1980, oceněn na Interarch 83 v Sofii
- Dům obuvi v Tatranské Lomnici
- Nákupní středisko s restaurací v Hronském Beňadiku
- Rodinný dům v Bratislavě (1. místo v kategorii městských rodinných domů v soutěži "Rodinný dům 1971")[4] [5] [6]
- Obchodní dům s restauračním komplexem v Sečovcích
- Budova Slovenského svazu spotřebních družstev v Bratislavě (oceněné 2×)
- Budova Výzkumného ústavu energetického v Bratislavě (spolu s L. Titlovou)
- Hotel Minerál v Dudincích
- Hotel Slovan v Rimavské Sobotě
- Administrativní budova Jednota v Trebišově
- Obchodní dům Jednota v Trebišově
- Výstavní hala "Jubileums Halle" / Exhibition & Sports Hall / Hall Ost-6 na výstavišti ve Welsu, Rakousko (spolu s J. Poštulkou 1968, kontrakt arch. Dworzak).
- Urbanistické studie, zastavovací plány, studie rodinných domů a občanské vybavenosti pro Studio technico associato a Green Village, Vigasio, Itálie
- Zastavovací studie, studie rodinných domů a studie vícepodlažního bytového komplexu s obchodní vybaveností v Nairobi, Keňa
- Náhrobek čestného hrobu na Ústředním hřbitově města Brna pro svého otce sbormistra prof. Františka Lýska[7]

## Ocenění
- Medaile a Cena světového bienále architektury "Interarch 83" v Sofii za realizaci Obchodního domu Jednota v Trnavě
- Cena Dušana Jurkoviča za rok 1976 – Lumír Lýsek, Lýdia Titlová: Administrativní budova COOP Jednota, Bratislava
- Cena Dušana Jurkoviča za rok 1980 – Lumír Lýsek: Obchodní dům Jednota, Trnava
- Cena Jože Plečnika za celoživotní přínos architektuře a stavitelství – udělena v roce 2018. Slavnostní předání ve Španělském sále Pražského hradu bylo součástí oslav 100. výročí založení Československa pořádaných mezinárodním festivalem architektury a urbanismu Architecture Week Praha a Správou Pražského hradu.[8]